# فرانكي ألين
فرانكي ألين (بالإنجليزية: Frankie Allen)‏ هو مدرب كرة سلة أمريكي، ولد في 7 أبريل 1949 في شارلوتسفيل في الولايات المتحدة.